# Арслан, Гюльджан
Гюльджа́н Арсла́н (тур. Gülcan Arslan; род. 1 мая 1986 года) — турецкая актриса.

## Биография
Родилась 1 мая 1986 года в провинции Сакарья. Вторая дочь и третий ребёнок в семье. Гюльджан обучалась в центре им. Садри Алышыка.
Турецкая актриса, получившая известность благодаря роли Фахрие Султан в сериале «Великолепный век. Империя Кёсем».

## Личная жизнь
Некоторое время встречалась с турецким актёром Шахином Ырмаком. В 2012 году они расстались. С 2015 года состоит в отношениях с Метином Антером.

## Фильмография
| Год       |   | Русское название               | Оригинальное название  | Роль          |
| --------- | - | ------------------------------ | ---------------------- | ------------- |
| 2017      | с | До самой смерти                | Ölene kadar            | Бериль        |
| 2015—2016 | с | Великолепный век: Кёсем Султан | Muhtesem Yüzyil: Kösem | Фахрие-султан |
| 2014      | с | Грешник                        | Günahkar               | Салиха        |
| 2013      | с | Опасные улицы                  | Arka Sokaklar          | Лейла         |
| 2011—2012 | с | Я полюбил ребенка              | Bir Çocuk Sevdim       | Мине          |
| 2011      | с | Несмотря на всё                | Herşeye Rağmen         | Лейла         |
| 2009      | с | Герои                          | Kahramanlar            | Фиген         |
| 2009      | с | Кавказ                         | Kafkas                 |               |
| 2008      | с | Школьный класс                 | Sınıf                  | Зехра         |
| 2008      | с | Птицы в изгнании               | Gurbet Kuşları         |               |
| 2008      | с | Все за одного                  | Herimiz Birimiz icin   | Мине          |
| 2007      | с | Улица Сардинии                 | Sardunya Sokağı        | Джанан        |